# Luz Méndez de la Vega
Luz Méndez de la Vega (Retalhuleu, 2 de septiembre de 1919 - Ciudad de Guatemala, 8 de marzo de 2012) fue una escritora, periodista, actriz y poetisa guatemalteca. Como investigadora se concentró en rescatar la obra de las escritoras de Guatemala.

## Biografía
Méndez de la Vega era hija de José Méndez Valle y de Susana de la Vega que la tuvo cuando tenía 30 años de edad. A finales de 1919, con el auge del Partido Unionista, José Méndez Valle prestó su casa para que se reunieran allí los miembros de dicho partido a planificar sus actividades en Retalhuleu en contra del presidente, licenciado Manuel Estrada Cabrera, quien ya llevaba más de veinte años en el poder. Tras el derrocamiento de Estrada Cabrera en abril de 1920, los unionistas no supieran mantenerse en el poder y terminaron cediendo el gobierno a los liberales que habían apoyado al expresidente; pero lograron que el presidente Carlos Herrera y Luna fue el designado por su conocida honorabilidad y escaso involucramiento con el régimen cabrerista.
Cuando Herrera se negó a ratificar las concesiones que Estrada Cabrera le había hecho a la compañía trasnacional estadounidense United Fruit Company, fue derrocado en un golpe de Estado dirigido por el general José María Orellana en 1921.  Debido a esta situación la familia Méndez de la Vega tuvo que exiliarse en el estado mexicano de Chiapas en donde Luz recibió su primera educación en una institución laica.
Cuando la familia regresó a Guatemala, la enviaron a un internado de monjas en El Salvador en donde recibió su educación bajo una férrea disciplina y tuvo la oportunidad de conocer a la poetisa chilena Gabriela Mistral, quien la inspiró seguir la carrera literaria; luego regresó a Guatemala para continuar con sus estudios en el Instituto Normal Central para Señoritas Belén.  Ya en Guatemala, en 1938 conoció a Antoine de Saint-Exupéry cuando José Méndez Valle lo atendió cuando su avión se accidentó en Guatemala.  Durante la convalecencia de Saint-Exupéry, el escritor francés le relató numerosas historias.
Terminó sus estudios de secundaria en el Liceo Francés e ingresó a la Facultad de Derecho de la Universidad Nacional  y en 1942, empezó a trabajar como columnista en el periódico semioficial El Liberal Progresista, cuya tendencia era decididamente en favor de la política del entonces presidente, general Jorge Ubico Castañeda.  En 1944 abandonó los estudios universitarios y se casó con Alfonso Asturias, con quien tuvo tres hijos.
Méndez de la Vega tuvo su primera hija a los 20 años de edad y luego obtuvo una licenciatura en Letras en la Universidad de San Carlos de Guatemala.  A principios de la década de 1960, viajó con su familia a España, en donde estudió el doctorado en Letras en la Universidad Complutense de Madrid, España; a su regreso a Guatemala en 1965, se divorció y empezó a dar clases de literatura en la Universidad de San Carlos.  Durante esa época publicó algunos ensayos en el reconocido periódico guatemalteco El Imparcial y a partir de 1970 se dedicó con un grupo de mujeres a la causa y los estudios feministas y tuvo una relevante labor en el periodismo cultural.
Fue nombrada miembro de la Academia Guatemalteca de la Lengua, correspondiente de la Real Academia Española y realizó investigaciones para rescatar la obra de escritoras de Guatemala.

## Muerte
Falleció en el «Día Internacional de la Mujer», el 8 de marzo de 2012, a los 93 años de edad.

## Obras
| Obra                | Título | Año        |
| ------------------- | --- | ---------- |
| Libros              | Eva sin Dios | 1979       |
| Libros              | Tríptico: Tiempo de amor, tiempo de llanto y desamor | 1978       |
| Libros              | De las palabras y la sombra | 1984       |
| Libros              | Poetisas desmitificadoras guatemaltecas (antología) | 1984       |
| Libros              | Las voces silenciadas (poema feminista) | 1985       |
| Libros              | Mujer, desnudez | N/A        |
| Libros              | Antología poética | 1994       |
| Libros              | Helénicas | 1998       |
| Libros              | Toque de queda (poesías de terror) | 1969- 1999 |
| Teatro              | Tres rostros de mujer en soledad: monólogos importunos | N/A        |
| Críticas literarias | Estética y poesía de Tetrarca | 1974       |
| Críticas literarias | El señor presidente y tirano Banderas | 1977       |
| Críticas literarias | Características del estilo de Galdós y su influjo en la novela guatemalteca | 1978       |
| Críticas literarias | Lenguaje religioso y literatura como deformadores de la mujer y la cultura | 1980       |
| Críticas literarias | La mujer en las obras de José Milla | 1982       |
| Críticas literarias | De las palabras y la sombra | 1983       |
| Críticas literarias | La amada y perseguida Sor Juana de Maldonado y Paz | 2002       |
| Críticas literarias | Saint-Exupery: secretos de amor y de guerra en "El principito" (póstumo) | 2013       |
| Ensayos             | Los romances a la pasión de Lope de Vega y Carpio, Recogidos por el Santo Oficio de Nueva España en 1613                                                                         | 1962       |
| Ensayos             | Apuntes de lengua y literatura | 1970       |
| Ensayos             | El señor presidente y tirano Banderas | 1970       |
| Ensayos             | Las fuentes literarias y entornos histórico-culturales como instrumentos auxiliares en el enfrentamiento de Tirano Banderas y El Señor Presidente Primer Congreso de Humanidades | 1970       |
| Ensayos             | La mujer en la literatura y los libros de texto | 1975       |
| Ensayos             | Características del estilo de Galdós y su influjo en la novela guatemalteca | 1978       |
| Ensayos             | La poesía de Eugenio Montale | 1979       |
| Ensayos             | Lenguaje, religión y literatura como deformadores de la mujer y de la cultura | N/A        |

## Premios
- Reconocimiento de parte del Instituto Guatemalteco Americano (IGA).
- Premio Permanente Centroamericano por el libro De las palabras y la sombra -1983-
- Premio Nacional de Literatura «Miguel Ángel Asturias» (fue la primera mujer en obtenerlo) -1994-
- Medalla internacional Pablo Neruda. -2004-